# Giovanni Valentino Gentile
Giovanni Valentino Gentile (ur. około 1520 w Scigliano, zm. 10 września 1566 w Bernie) – włoski działacz reformacyjny, propagator unitarianizmu m.in. w Polsce, teolog i pisarz. Ścięty za poglądy religijne.

## Życiorys
W bardzo młodym wieku zapoznał się z poglądami Giorgio Siculo – mistyka, głoszącego bliski koniec świata, propagującego chrzest dorosłych (anabaptyzm) i negującego transsubstancjację podczas eucharystii. 
W Neapolu znalazł się w kręgu reformatora Juana de Valdésa i należał do Akademii w Cosenza, zwanej Telesiana. W 1546 w Vicenza poznał Lelio Socyna, który przekonał go do unitarianizmu. Tam Gentile poznał również Szymona Budnego i Gianpaolo Alciati. Ich poglądy zwróciły uwagę Inkwizycji i Gentile musiał uciec do Genewy 14 października 1557 wraz z Apollonio Meranda.
W 1558 Jan Kalwin nakazał wszystkim Włochom w Genewie podpisać deklarację wiary w Trójcę Świętą (Kalwin chciał wygnać z Genewy antytrynitarzy). Odmówili tylko Alciati i Jerzy Blandrata. Gentile początkowo także odmówił, jednak później zgodził się podpisać deklarację.
Gentile i Blandrata przyjęli tryteizm – doktrynę odrzucającą jedność Boga, Chrystusa i Ducha Świętego oraz głoszącą, że tylko Bóg ma naturę boską, a pozostałe Osoby są mu podporządkowane. Napisał książkę Antidotat uzasadniającą antytrynitaryzm na podstawie cytatów z dzieł Ojców Kościoła.
Gentile był jednak cały czas zagrożony w Genewie, już po upływie miesiąca od podpisania deklaracji został oskarżony wraz z Nicolas Gallo o złorzeczenie Kalwinowi. Gentile został skazany na śmierć, lecz wyrok zmieniono na zakaz opuszczania Genewy i karę publicznego upokorzenia: Gentile musiał boso i w samej koszuli prosić rajców miejskich o wybaczenie. 
Jednak Gentile wolał uciec, najpierw do Lyonu, a potem do Grenoble, gdzie wraz z Matteo Gribaldi Mofa szerzyli doktrynę antytrynitariańską wśród włoskich imigrantów. Około 1561 wrócił do Szwajcarii, gdzie wkrótce został aresztowany i mimo oskarżeń, zawartych w piśmie Kalwina pt.Impiétas Valentine Gentile (Bezbożnik Valentino Gentile, 1561), został uwolniony, jednak nakazano mu opuszczenie kraju.
W 1562 Gentile wraz z Alciatim wyjechał do Polski – kraju znanego z tolerancji dla innowierców – gdzie osiedlił się w Pińczowie (ważnym ośrodku kalwinizmu, w którym mieszkał Jerzy Blandrata i inni włoscy unitarianie).
W 1564 król Zygmunt II August, za namową nuncjusza papieskiego Giovanniego Commendonego, wydał edykt nakazujący wygnanie wszystkich cudzoziemców-innowierców.
Gentile musiał uciekać do Berna, gdzie z powodu śmierci Kalwina był chwilowo bezpieczny. 
Gentile jednak znowu zwrócił na siebie uwagę władz, organizując publiczną debatę protestantów Francji i Sabaudii na temat Trójcy Świętej. Został aresztowany w 1566 jako podejrzany o wyznawanie unitarianizmu, a najwięksi szwajcarscy reformatorzy: Johann Heinrich Bullinger i Teodor de Bèze zażądali dla niego najsurowszej kary. Gentile nie chciał wyrzec się swoich poglądów i został skazany na ścięcie. Nawet na szafocie kontynuował debatę teologiczną ze strażnikami więziennymi, oskarżając ich o sabelianizm.